# جودة المياه

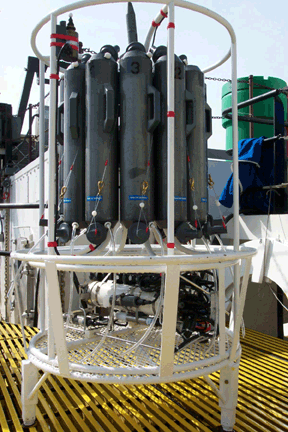

نوعية المياه هي الخصائص الفيزيائية والكيميائية والبيولوجية للمياه. يستخدم هذا المصطلح بكثرة للدلالة على معايير لتقييم المياه. المعايير الأكثر شيوعاً هي المستخدمة لتقييم نوعية مياه الشرب، وصلاحية المياه الاستخدام البشري ولصحة النظم البيئية.
كثيراً ما تتعرَّض جودة المياه للخطر نتيجة للأنشطة البشرية والبنية الأساسية، ما يجعل مصدر الحياة ذاته يشكّل تهديداً للحياة. ويمكن للتقنيات النووية أن تساعد في تحديد عوامل إجهاد نوعية المياه، نوعية المياه هي الخصائص الفيزيائية والكيميائية والبيولوجية للمياه. يستخدم هذا المصطلح بكثرة للدلالة على معايير لتقييم المياه. المعايير الأكثر شيوعاً هي المستخدمة لتقييم نوعية مياه الشرب، وصلاحية المياه الاستخدام البشري ولصحة النظم البيئية.
وقد اعترفت الأمم المتحدة بالمياه النظيفة باعتبارها حقاً أساسياً من حقوق الإنسان. ومع ذلك، يجب أن يعيش جزءٌ كبير من سكان العالم مع مياه مهدَّدة كل يوم. وهذا يمكن أن يعني أن مياه الشرب غير صالحة أو أن مصادر المياه السطحية تتعرَّض للخطر – وبعبارة أخرى، أنهار وبحيرات ومحيطات ملوَّثة. وهذا لا يؤثر فقط على البشر، بل على جميع أشكال الحياة.
ويمكن أن تتلوَّث مصادر المياه بالمعادن الثقيلة وبالمركبات العضوية المعقدة مثل المنتجات الفرعية للبترول أو المستحضرات الصيدلانية، والنظائر المشعة والعناصر النظرة. وتعتمد حركة هذه الملوِّثات عبر النُّظم المائية على مدى قابلية ذوبانها في الماء ومدى قدرتها على الاندماج بالجُسيمات الدقيقة (المعروفة أيضاً باسم "الكسح"). وبهذه الطريقة، يمكن لبعض الملوِّثات أن تقطع مسافاتٍ كبيرة بعيداً عن مصدرها في حين أن بعضها الآخر يتقيَّد بسرعة.
تستخدم الوكالة أدوات نووية ونظيريه لدراسة حركة الملوِّثات في المياه ولقياس جودة المياه. وتعمل الوكالة على النظائر المستقرة والمقتفِيات الإشعاعية لدراسة تدفُّق المياه الجوفية إلى البحيرات أو الأنهار أو المحيط للتوصُّل إلى فهم أفضل لمسارات نقل الملوِّثات. وهذا يساعد الدول الأعضاء على تجنُّب حوادث التلوث والتخفيف من حدتها.
وتوفّر الوكالة أيضاً التدريب على التقنيات التحليلية لتحسين دقتها ومستويات الكشف. ويتيح ذلك للحكومات ولمتّخذي القرار أن يكونوا واثقين من أن البيانات المتعلقة بنوعية المياه التي يتلقونها موثوق بها.

## العوامل التي تؤدي إلى تلوث المياه
تلوث المياه هو عبارة عن التغيرات بتركيب والصفات الكيماوية الفيزيائية والبيولوجية للماء التي تسبب ضرر في جودة الماء وتجعلها غير ملائمة للاستعمالات شتى.
عدة مواد ملوثة تهدد مصادر المياه عندنا. مياه غالبية جداول البلاد ملوثة. المياه الملوثة قد تصل إلى أحواض تجميع المياه وإلى المياه الجوفية.
مثلا: يقع أكويفير الساحل تحت أكثر منطقة مأهولة بالسكان في البلاد، ولذلك تزداد احتمالات تلوثه بمياه المجاري والنفايات السائلة والصلبة. ويتعرض أكويفير الجبل الذي يتكون من صخور جيرية متشققة لخطر التلوث حيث تتغلغل مواد ملوثة سويا مع مياه الأمطار النظيفة المواد التي تسبب تلوث المياه كثيرة. نورد فيما يلي الأساسية منها:
المجاري البلدية والمنزلية - تحتوي على مواد عضوية وجراثيم مسببة للأمراض.
المجاري الصناعية ومواقع تجميع النفايات التي تتواجد فيها مواد كيماوية سامة ومعادن ثقيلة.
مواد الإبادة والأسمدة المستخدمة في زراعة المحاصيل المختلفة وإفرازات الحيوانات – التي تحتوي على مواد نيتروجينية خطيرة.
تسرب النفط – مصدره من الحاويات التي تنقل النفط في البر والبحر والخزانات في محطات الوقود.

## مواجهة تلوث المياه
تصرف غالبية المجاري المنزلية والبلدية من خلال شبكات مياه المجاري المنظمة وما زالت 5% من مياه المجاري تصل إلى آبار الامتصاص وتتغلغل إلى المياه الجوفية.
وقد اهتمت العديد من السلطات المحلية بإقامة معامل للتنقية الأولية لمياه المجاري ويتم نقل المياه منها إلى معامل تنقية كبرى لإعادة تنقيتها. لقد وضعت العديد من القوانين والأنظمة لمنع المواطن من استخدام مواد الإبادة السامة، باستثناء التي تتحلل إلى مواد غير سامة؛ يجب إبعاد مكبات النفايات والحظائر وأقنان الطيور وما شابه عن مصادر المياه.
ألزمت المصانع بمعالجة المجاري والنفايات الصناعية.
أقيمت منشآت خاصة لمعالجة النفايات الصلبة والنفايات السامة. تعمل هذه المنشآت على إبطال مفعول المواد السامة (بأكبر قدر ممكن (، ويتم إحراق ما بقي منها، أو يتم دفنها تحت الأرض في حاويات مغلقة تماما.

## مؤشر جودة المياه لقياس جودة مياه الشرب
تشير جودة مياه الشرب إلى مقبولية المياه للاستهلاك البشري. تعتمد جودة المياه على تركيبة المياه التي تتأثر بالعمليات الطبيعية والأنشطة البشرية. تتميز جودة المياه بمعايير المياه (الفيزيائية والكيميائية والميكروبيولوجية)، وصحة الإنسان معرضة للخطر إذا تجاوزت القيم الحدود المقبولة. وضعت وكالات مختلفة مثل منظمة الصحة العالمية (WHO) ومراكز السيطرة على الأمراض (CDC) معايير التعرض أو حدود آمنة للملوثات الكيميائية في مياه الشربيعد مؤشر جودة المياه (WQI) الطريقة الأكثر فعالية لقياس جودة المياه. يتم تضمين عدد من معلمات جودة المياه في معادلة رياضية لتقييم جودة المياه، وتحديد مدى ملاءمة الماء للشرب. تم تطوير المؤشر لأول مرة بواسطة Horton في عام 1965 لقياس جودة المياه باستخدام 10 معلمات مائية يتم استخدامها بانتظام. تم تعديل الطريقة في وقت لاحق من قبل خبراء مختلفين. استخدمت هذه المؤشرات معايير جودة المياه التي تختلف حسب العدد والأنواع. تعتمد الأوزان في كل معلمة على معاييرها، ويشير الوزن المخصص إلى أهمية المعلمة وتأثيراتها على المؤشر